# Волпи
Во́лпи (фин. Volpi) — деревня в Большеврудском сельском поселении Волосовского района Ленинградской области.

## История
Деревня Волпи обозначена на карте Ингерманландии А. Ростовцева 1727 года.
Упомянута на карте Санкт-Петербургской губернии Я. Ф. Шмидта 1770 года как мыза Валпи .
На карте Санкт-Петербургской губернии Ф. Ф. Шуберта 1834 года — как деревня Волпи, состоящая из 33 крестьянских дворов.

ВОЛПИ — деревня принадлежит статской советнице Порюс-Визапурской, число жителей по ревизии: 77 м. п., 97 ж. п. (1838 год)

Упоминается на карте Ф. Ф. Шуберта 1844 года как деревня Волпи, насчитывающая 33 двора.
На этнографической карте Санкт-Петербургской губернии П. И. Кёппена 1849 года она обозначена как деревня «Wolpi», расположенная в ареале расселения савакотов. В пояснительном тексте к этнографической карте она записана как деревня Wolpi (Волпи) и указано количество её жителей на 1848 год: савакотов — 33 м. п., 56 ж. п., всего 89 человек; русских — «меньшее количество».

ВОЛПИ — деревня владельческая при колодце, по правую сторону 2-й Самерской дороги, число дворов — 20, число жителей: 54 м. п., 66 ж. п. (1862 год)

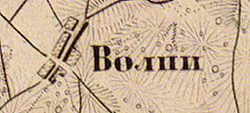
Деревня Волпи на карте 1863 года

По данным Первой переписи населения Российской империи 1897 года в Морозовском сельском обществе числилась деревня Волпи — 30 дворов, 56 душ, без надела 1 душа.
В конце XIX — начале XX века деревня административно относилась к Яблоницкой волости 1-го стана Ямбургского уезда Санкт-Петербургской губернии. Население деревни было смешанным — финско-русским.
В 1904 году на хуторах близ деревни проживали 79 эстонских переселенцев.
В 1917 году деревня входила в состав Яблоницкой волости Ямбургского уезда.
С 1917 по 1924 год деревня Волпи входила в состав Волпинского сельсовета Молосковицкой волости Кингисеппского уезда.
С 1924 года в составе Сумского сельсовета.
Согласно данным переписи населения СССР 1926 года в деревне Волпи проживали 109 человек, большинство финны, а также русские и одна эстонская семья.
С 1927 года в составе Молосковицкого района.
С 1928 года в составе Морозовского сельсовета. В 1928 году население деревни Волпи также составляло 109 человек.
С 1931 года в составе Волосовского района.

Деревня Волпи на карте 1940 года

Согласно топографической карте РККА 1940 года деревня насчитывала 19 дворов.
C 1 августа 1941 года по 31 января 1944 года деревня находилась в оккупации.
С 1954 года в составе Курского сельсовета.
С 1963 года в составе Кингисеппского района.
С 1965 года вновь в составе Волосовского района. В 1965 году население деревни Волпи составляло 557 человек.
По данным 1966 года деревня Волпи находилась в составе Курского сельсовета Волосовского района.
По данным 1973 и 1990 годов деревня Волпи входила в состав Остроговицкого сельсовета.
В 1997 году в деревне Волпи проживали 10 человек, деревня входила в состав Остроговицкой волости, в 2002 году — 32 человека (русские — 97 %).
В 2007 году — 7 человек, в 2010 году — 15, в 2013 году — 9 человек.
В мае 2019 года деревня вошла в состав Большеврудского сельского поселения.

## География
Деревня расположена в западной части района на автодороге 41А-186 (Толмачёво — автодорога «Нарва»).
Расстояние до административного центра поселения — 11 км.
Расстояние до ближайшей железнодорожной станции Молосковицы — 20 км.

## Демография
| 1838 | 1862 | 1997 | 2002 | 2007 | 2010 | 2013 |
| ---- | ---- | ---- | ---- | ---- | ---- | ---- |
| 174  | ↘100 | ↘10  | ↗32  | ↘7   | ↗15  | ↘9   |
| 2014 | 2017 |      |      |      |      |      |
| →9   | ↘8   |      |      |      |      |      |

### Национальный состав
Согласно данным Всероссийской переписи населения 2021 года в деревне проживали 8 человек, все русские.